# 乌德雷讷
乌德雷讷（法語：Oudrenne，法語發音：[udʁɛn]）是法国摩泽尔省的一个市镇，位于该省中部偏北，属于蒂永维尔区。

## 地理
乌德雷讷（49°22'49"N, 6°19'39"E）面积20.38 平方千米，位于法国大東部大區摩泽尔省，该省份为法国东北部内陆省份，是洛林的一部分，西南接默尔特-摩泽尔省，东临下莱茵省，北与卢森堡和德国接壤。
与乌德雷讷接壤的市镇（或旧市镇、城区）包括：比德兰、埃尔藏日、安格朗日、凯尔兰莱锡尔克、柯尼希斯马克、马兰、莫讷伦、韦克兰。

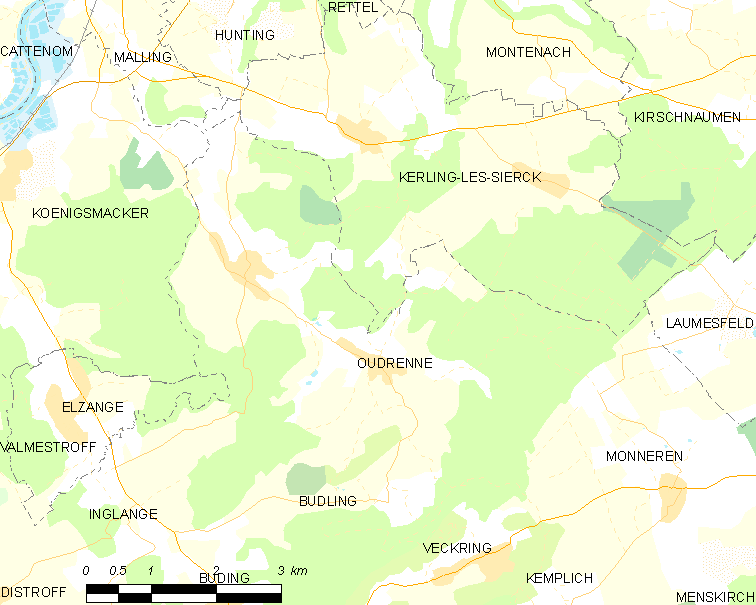
乌德雷讷的OSM定位图

乌德雷讷的时区为UTC+01:00、UTC+02:00（夏令时）。

## 行政
乌德雷讷的邮政编码为57970，INSEE市镇编码为57531。

## 政治
乌德雷讷所属的省级选区为梅采维斯县。

## 人口

1962-2008年间乌德雷讷人口变化图示

乌德雷讷于2022年1月1日时的人口数量为730人。